# Horní Újezd (Přerov)
Horní Újezd é uma comuna checa localizada na região de Olomouc, distrito de Přerov.